# Conopora major
Conopora major är en nässeldjursart som beskrevs av Sydney John Hickson och J.L. England 1905. Conopora major ingår i släktet Conopora och familjen Stylasteridae. Inga underarter finns listade i Catalogue of Life.